# Syllepte idmonalis
Syllepte idmonalis là một loài bướm đêm trong họ Crambidae.